# Tiroteo de Soweto de 2022
El tiroteo de Soweto de 2022 ocurrió el 9 de julio de 2022 cuando tuvo lugar un tiroteo masivo en una taberna en Soweto, provincia de Gauteng, Sudáfrica. Al menos 16 personas murieron en el incidente.

## Tiroteo
Aproximadamente a las 21:00 GMT, un grupo de hombres armados con rifles y una pistola de 9 mm abrió fuego contra los clientes de la taberna. Un total de 23 personas fueron baleadas de los cuales 12 murieron en el lugar y otros 3 murieron más tarde en el hospital. Una cuarta víctima herida murió en el hospital el 12 de julio, elevando el número de muertos a 16. Los perpetradores huyeron de la escena en un taxi minibús blanco y no han sido detenidos. La policía llegó a las 04:00 GMT del 10 de julio de 2022 y las víctimas heridas fueron enviadas al Hospital Chris Hani Baragwanath.
El tiroteo ocurrió el mismo día que otro tiroteo masivo en una taberna en Pietermaritzburgo, provincia de KwaZulu-Natal, aunque las autoridades no creen que los incidentes estén relacionados.